# Marius Thuesen
Marius Laurits Theodor Jensen Thuesen (født 23. januar 1878 i Holbæk, død 12. juli 1941 i København) var en dansk gymnast, som deltog i de olympiske mellemlege 1906 og de olympiske lege 1908.
Ved mellemlegene vandt han sammen med 17 andre danske deltagere sølvmedalje i holdgymnastik, I konkurrencen deltog seks hold, og vindere blev Norge med 19,00 point, mens danskerne fik 18,00 og et italiensk hold fra Pistoja/Firenze vandt bronze med 16,71 point.
Marius Thuesen deltog ligeledes i holdgymnastik ved de olympiske lege to år senere. Her opnåede Danmark en fjerdeplads blandt otte hold, mens Sverige, Norge og Finland fordelte medaljerne blandt sig.